# Сенгрист
Сенгрист (фр. Singrist) — упразднённая коммуна на северо-востоке Франции в регионе Эльзас — Шампань — Арденны — Лотарингия, департамент Нижний Рейн, округ Саверн, кантон Саверн. До марта 2015 года коммуна административно входила в состав упразднённого кантона Мармутье (округ Саверн). Упразднена с 1 января 2016 года, объединена с коммунами Алленвиллер, Биркенвальд и Саленталь в новую коммуну Соммеро.
Площадь коммуны — 3,54 км², население — 330 человек (2006) с тенденцией к росту: 402 человека (2013), плотность населения — 113,6 чел/км².

## Население
Население коммуны в 2011 году составляло 365 человек, в 2012 году — 383 человека, а в 2013-м — 402 человека.
| 1962 | 1968 | 1975 | 1982 | 1990 | 1999 | 2006 | 2008 | 2011 | 2012 | 2013 |
| ---- | ---- | ---- | ---- | ---- | ---- | ---- | ---- | ---- | ---- | ---- |
| 266  | 278  | 296  | 318  | 319  | 329  | 330  | 347  | 365  | 383  | 402  |

Динамика населения:

## Экономика
В 2010 году из 258 человек трудоспособного возраста (от 15 до 64 лет) 186 были экономически активными, 72 — неактивными (показатель активности 72,1 %, в 1999 году — 71,2 %). Из 186 активных трудоспособных жителей работали 178 человек (95 мужчин и 83 женщины), 8 числились безработными (трое мужчин и 5 женщин). Среди 72 трудоспособных неактивных граждан 28 были учениками либо студентами, 36 — пенсионерами, а ещё 8 — были неактивны в силу других причин.